# Mostek (kraj hradecki)
Mostek – gmina w Czechach, w powiecie Trutnov, w kraju hradeckim. Według danych z dnia 1 stycznia 2014 liczyła 1 276 mieszkańców.